# Archiwa w Toruniu

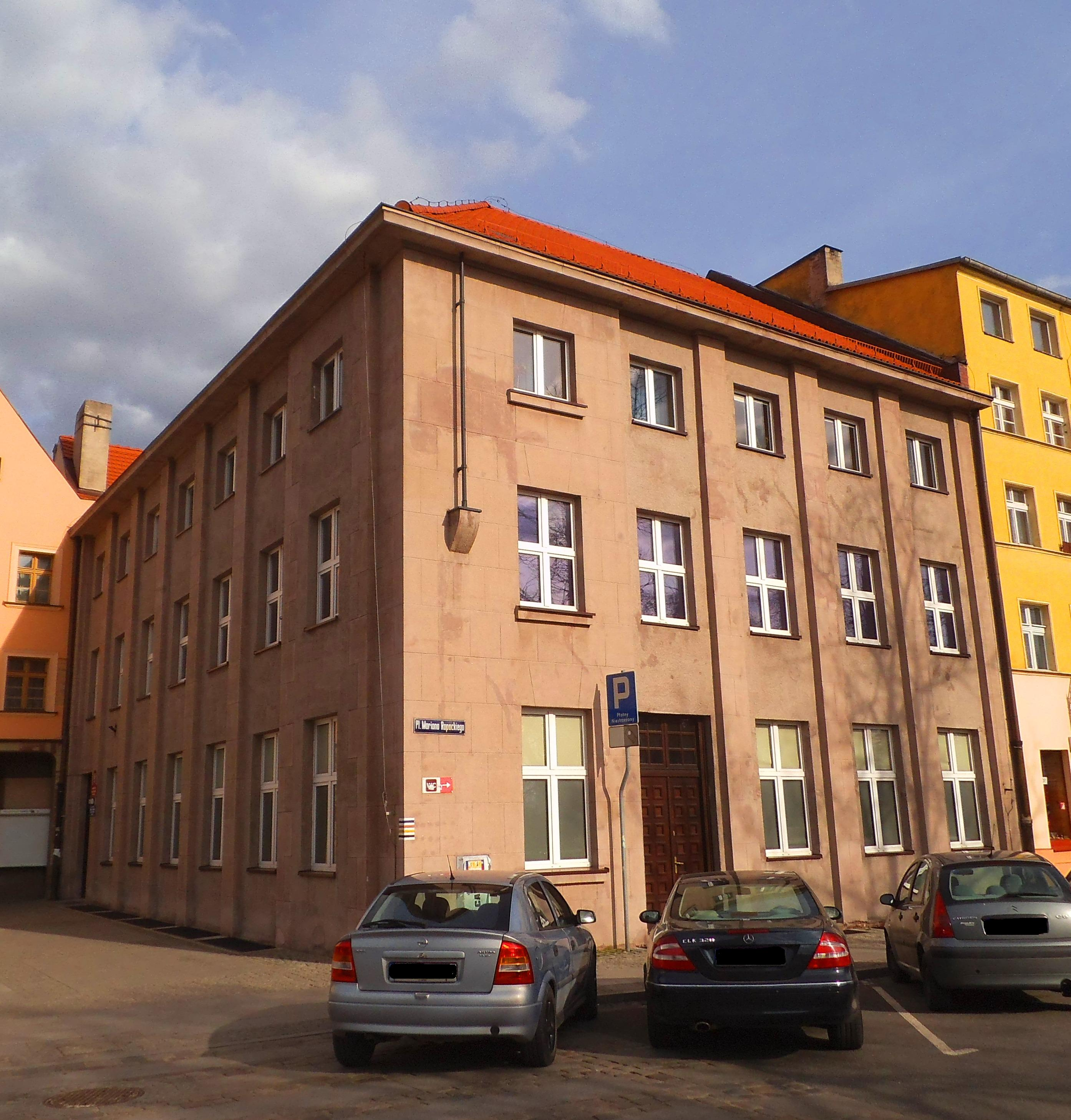
Budynek Archiwum Państwowego w Toruniu

Archiwa w Toruniu – placówki naukowe, które gromadzą, przechowują i udostępniają materiały archiwalne w Toruniu.

## Wykaz archiwów

### Archiwum Państwowe w Toruniu
Główną instytucją archiwalną w Toruniu jest Archiwum Państwowe, będące jednym z najstarszych instytucji tego typu w Polsce. Jego pierwszą siedzibą był Ratusz Staromiejski. Pierwsze informacje o zorganizowanym archiwum miejskim pochodzą z 1570 roku, choć samo archiwum działało już wcześniej. W Ratuszu przechowywano również dokumenty z Archiwum Ziem Pruskich, księgi chełmińskie, depozyty z pobliskich miast. Część akt spłonęła podczas oblężenia Szwedów w 1703 roku. Po wprowadzeniu przez władze pruskie nowego ustroju administracyjnego w archiwum zaprzestano umieszczania bieżących dokumentów archiwalnych. W 1899 roku powołano stanowisko archiwisty miejskiego, które objął Arthur Semrau.
W okresie międzywojennym Archiwum było samodzielną instytucją publiczną. Podczas II wojny światowej Archiwum zarządzał Urząd do Spraw Genealogicznych (Sippenamt). Część zbiorów została wywieziona przez Niemców. Po 1947 roku większość wywiezionych dokumentów i akt odzyskano. W 1951 roku Archiwum upaństwowiono i włączono do państwowej sieci archiwalnej. Do 1976 roku stanowiło oddział Wojewódzkiego Archiwum Państwowego w Bydgoszczy, następnie na skutek reformy administracyjnej stało się samodzielną placówką, noszącą nazwę Wojewódzkie Archiwum Państwowe w Toruniu.
W 1960 roku Archiwum Państwowe przeniosło się na plac Rapackiego 4. W 1996 roku dokonano zmian organizacyjnych. Przy placu Rapackiego 4 powołano Oddział I, gromadzący akta wytworzone do końca XVIII wieku, zaś przy ul. Idzikowskiego 6 utworzono dwa nowe oddziały: II, gromadzący akta z XIX i XX wieku, oraz III, do spraw archiwów zakładowych.
W skład Archiwum Państwowego w Toruniu wchodzi również oddział we Włocławku, utworzony 1 sierpnia 1950 roku. Archiwum Państwowemu w Toruniu został podporządkowany w 1982 roku.

### Pozostałe
- Archiwum Wojskowe w Toruniu (do 1 sierpnia 2010 roku: Archiwum Pomorskiego Okręgu Wojskowego[2]) – archiwum mieszczące się przy ul. gen. Józefa Chłopickiego 1-7[3]. Powstało na mocy rozkazu Ministra Obrony Narodowej z dnia 1 października 1947 roku, zgodnie z którym miano sformować przy dowództwach okręgów wojskowych komórki archiwalne. Przez pierwsze lata Archiwum Wojskowe w Toruniu zajmowało się wyłącznie magazynowaniem akt Sztabu Okręgu Wojskowego. Po 1950 roku zajęło się zabezpieczaniem akt z lat 1943–1945 oraz dokumentacji wytwarzanej podczas pokoju. Początkowo archiwum mieściło się w Bydgoszczy, w 1957 roku zostało przeniesione do Torunia[2].
- Archiwum Uniwersytetu Mikołaja Kopernika w Toruniu – ogólnouczelniana jednostka organizacyjna, pełniąca funkcje naukowe, dydaktyczne i usługowe, wchodząca w skład państwowej sieci archiwalnej. Zadaniem Archiwum jest gromadzenie, przechowywanie, opracowywanie, chronienie i udostępnianie materiałów archiwalnych wytworzonych przez Uniwersytet Mikołaja Kopernika w Toruniu. Zostało powołane 16 września 1948 roku, jego pierwszym dyrektorem był prof. Bronisław Włodarski. Mieści się w dwóch budynkach: na Bielanach przy ul. Gagarina 13a oraz przy ul. Mickiewicza 2/4. Ponadto w Bydgoszczy przy ul. Jagiellońskiej 13-15 mieści się Archiwum UMK – Oddział Zamiejscowy w Bydgoszczy, który przechowuje dokumenty Collegium Medicum Uniwersytetu Mikołaja Kopernika[4].
- Archiwum Emigracji – archiwum wchodzące w skład Biblioteki Uniwersyteckiej, gromadzące spuściznę po pisarzach, wydawcach, wojskowych, artystach i duchownych, związanych z instytucjami polskimi na emigracji, a także archiwa redakcji czasopism, oficyn wydawniczych i księgarskich, galerii sztuki oraz instytucji politycznych, kombatanckich i kulturalno-społecznych. Zostało powołane w styczniu 1995[5].
- Archiwum Akt Dawnych Diecezji Toruńskiej – archiwum powołane na mocy dekretu biskupa toruńskiego Andrzeja Suskiego dnia 24 czerwca 2001 roku. Zadaniem Archiwum jest gromadzenie, przechowywanie i udostępnianie archiwaliów parafii diecezji toruńskiej. Mieści się na parterze prawego skrzydła Wyższego Seminarium Duchownego Diecezji Toruńskiej. Większość zgromadzonych archiwaliów pochodzi z XIX i XX wieku, najstarszym zgromadzonym dokumentem jest księga chrztów z parafii w Brzoziu Lubawskim z 1598 roku[6].
- Fundacja Generał Elżbiety Zawackiej (wcześniej: Fundacja „Archiwum Pomorskie Armii Krajowej” i Fundacja „Archiwum i Muzeum Pomorskie AK oraz Wojskowej Służby Polek”) – fundacja założona 24 kwietnia 1990 roku przez Elżbietę Zawacką, Stanisława Salmonowicza i Grzegorza Górskiego. Jej podstawowym zadaniem jest gromadzenie dokumentów poświęconych działalności Polek podczas II wojny światowej, konspiracji pomorskiej w latach 1939–1945 oraz „Zagrody” – działu Łączności Zagranicznej Oddziału V (dowodzenia i łączności) Komendy Głównej Armii Krajowej, zbieranych przez Elżbietę Zawacką od lat 60[7].